# Захоння (Волосовський район)
Захоння (рос. Захонье) — присілок у Волосовському районі Ленінградської області Російської Федерації.
Населення становить 176 осіб. Належить до муніципального утворення Рабитицьке сільське поселення.

## Історія
Від 1 серпня 1927 року належить до Ленінградської області.

## Населення
| 1838 | 1848 | 1862 | 1997 | 2007 | 2010 | 2017 |
| ---- | ---- | ---- | ---- | ---- | ---- | ---- |
| 117  | ↘113 | ↘83  | ↘71  | ↗96  | ↗135 | ↗176 |